# Artem Putiwcew
Artem Ołeksandrowycz Putiwcew, ukr. Артем Олександрович Путівцев (ur. 29 sierpnia 1988 w Charkowie, Ukraińska SRR) – ukraiński piłkarz występujący na pozycji obrońcy lub pomocnika, zawodnik polskiego klubu Bruk-Bet Termalica Nieciecza. W 2021 roku otrzymał również obywatelstwo polskie. 

## Kariera piłkarska

### Kariera klubowa
Wychowanek UFK Charków, barwy którego bronił w juniorskich mistrzostwach Ukrainy (DJuFL). W 2006 rozpoczął karierę piłkarską najpierw w drużynie rezerwowej Metalista Charków. W lipcu 2007 został wypożyczony do klubu Hazowyk-ChHW Charków, a latem 2008 do Zirki Kirowohrad. Dopiero 6 marca 2010 w składzie Metalista debiutował w Premier-lidze. Latem 2010 wypożyczony do Illicziwca Mariupol, a następnego lata mariupolski klub wykupił transfer piłkarza. 1 września 2014 za obopólną zgodą kontrakt został anulowany, a już 9 września został piłkarzem Metałurha Donieck. W lipcu 2015 po rozformowaniu Metałurha powrócił do Metalista Charków. 17 stycznia 2016 został piłkarzem polskiego klubu Bruk-Bet Termalica Nieciecza.

### Kariera reprezentacyjna
W latach 2010–2011 występował w młodzieżowej reprezentacji Ukrainy. 24 marca 2016 zadebiutował w seniorskiej kadrze w wygranym 1:0 spotkaniu z Cyprem.

## Sukcesy i odznaczenia

### Sukcesy klubowe
- mistrz Ukraińskiej Drugiej Lihi: 2009